# Meteos
Meteos(メテオス Meteosu) é um Jogo eletrônico de quebra-cabeça desenvolvido para Nintendo DS e para as plataformas de celular e Xbox 360.